# كارل كون (لاعب كرة قاعدة)
كارل كون (بالإنجليزية: Karl Kuhn)‏ هو لاعب كرة قاعدة أمريكي، ولد في 1969 في غينزفيل في الولايات المتحدة.